# Tomáš Bartoš
Tomáš Bartoš (* 10. Februar 1985) ist ein slowakischer Fußballspieler, der zurzeit in der fünften Liga beim OŠK Križovany spielt.

## Vereinskarriere
Tomáš Bartoš begann mit dem Fußballspielen bei Spartak Trnava. Am 5. März 2003 feierte er sein Debüt für das A-Team von Spartak beim 2:2 gegen Artmedia Petržalka. Bartoš galt als großes Stürmertalent, doch Verletzungen warfen ihn immer wieder zurück. So hatte er allein vier Knieoperationen. In den folgenden Jahren kam er daher nur auf wenige Einsätze, meist als Einwechselspieler. 
2008 wechselte er zum MFK Tatran Liptovský Mikuláš, blieb dort aber nur ein halbes Jahr. Anfang 2009 sicherte sich der FC Zlaté Moravce seine Dienste. Im ersten Halbjahr 2009 kam Bartoš dort immerhin auf 6 Einsätze als Einwechselspieler. Nach erneuten Verletzungen wurde er Anfang 2011 an den fünftklassigen OŠK Križovany ausgeliehen. Doch auch dort konnte er nur 7 Partien absolvieren, da ihm immer noch die nötige Fitness fehlte.
Bartoš, der noch beim FC Zlaté Moravce unter Vertrag steht, trainiert nebenbei Jugendteams von Lok Trnava.